# Psammotis trygoda
Psammotis trygoda là một loài bướm đêm trong họ Crambidae.